# Lena Nyström Solberg
Lena Nyström Solberg, född 1957 i Karlstad, är en svensk målare.
Nyström Solberg studerade för Sven Ekdahl i Karlstad 1975, för Molle-Cecilie Major i Oslo 1976, KV konstskola i Göteborg 1977-1978 och Högskolan för design och konsthantverk i Göteborg 1978-1982. Separat har hon bland annat ställt ut på Galleri Bergman i Karlstad, Galleri Fryksta Station i Kil, Galleri Sillegården i Sunne, Lidingö Konsthall, Alsters herrgård och Våga se i Stockholm. Hon har medverkat i samlingsutställningarna Måleri och Teckningar på Galleri AL i Göteborg, Konst att Bruka på Kristianstads läns museum, Skogens gröna guld på Billerudsutställningen i Säffle, Konst att Bruka på Vikingsbergs Konstmuseum i Helsingborg, Unga Värmlandskonstnärinnor på Konstkällaren i Karlstad, Konst att Bruka på Borås museum, Konsthantverksutställning Vestfold Fylkemuseum i Tønsberg Norge, Mellan rum i Kristinehamns konsthall, Svart - Vitt på Bruggens museum i Bergen Norge, Svart - Vitt i Arvika Konsthall, Höstsalongen på Värmlands museum, Röhsska museet i Göteborg, Danmarks samlingsutställning i Svendsborg på Fyn, Nordisk konst möter Sydamerikansk konst på Carrousel du Louvre, Florence Biennalen i Florens, BELA Biennial i Porto Portugal, Amsterdam Whitney Gallery i New York och Museum D. Diego de Sousa i Braga Portugal. Hon var inbjuden tillsammans med tio andra konstnärer att göra bilder som anknyter till fotbolls-VM som visades på en utställning på Brasiliens National Museum i Rio de Janeiro 2014.
Hon har tilldelats Slöjdföreningens stipendium i Göteborg 1982 och Statens konstnärsbidrag 1983-1985.
Hennes konst består av akvarell och olja som med åren blivit mer och mer abstrakt och ofta är i stora format.
Nyström Solberg är representerad med en bildväv på Sparbankens huvudkontor i Katrineholm och en gobeläng på Nordeas kontor i Karlstad.